# 발해고분
발해고분(渤海古墳)은 남북국 시대 발해의 고분이다.

## 개요
길림성 돈화현 육정산(六頂山), 화룡현 북대지(北大地), 흑룡강성 영안현 삼령둔(三靈屯), 대목단둔(大牧丹屯), 풍수위자(風水威子) 및 대주둔(大朱屯), 임구현의 두도하자(頭道河子), 북참서산(北站西山), 사하자(沙河子) 등지에 발해고분이 밀집되어 있다. 그리고 연해주와 함경남북도에서도 고분군이 발견된다. 이 가운데 돈화현 육정산 고분군은 발해 초기의 왕실 무덤들이 있는 곳이고, 상경(上京) 근처에 위치한 영안현 삼령둔, 대목단둔, 풍수위자 및 대주둔의 고분군은 그 이후 시기의 발해 왕실 무덤들이다. 발해고분은 축조의 재료와 규모로 볼 때 돌방무덤「石室墓」·돌덧널무덤「石槨墓」·돌널무덤「石棺墓」이 주류를 이루고 있고, 이 밖에도 널무덤「土壙墓」·벽돌무덤「塼築墓」 등도 있다. 돌방무덤 가운데 대표적인 것으로는 돈화현 육정산 고분에서 발견된 정혜공주(貞惠公主) 무덤과 삼령둔 고분에서 발견된 삼령 고분을 들 수 있다. 특히 1949년에 발견된 정혜공주 무덤은 천장이 말각천정(抹角天井)의 구조인데, 이것은 고구려 후기의 큰 봉토돌방무덤「封土石室墓」의 구조와 같은 것이다. 여기에서 정혜공주묘비가 발견됨으로써 육정산 고분군이 발해 초기의 왕실 무덤들이었음이 확인되었다. 돌덧널무덤으로는 육정산 고분군의 12호·103호·104호·203호 고분과 대주둔의 작은 고분들, 두도하자 2호분 등이다. 이들 고분들은 모두 무덤안길「甬道」이 없고 관 1개를 겨우 들여놓을 수 있는 정도의 크기이다. 한편 화룡현 용두산(龍頭山) 고분군에서 발견된 정효공주(貞孝公主) 무덤은 벽돌무덤으로서 축조 재료나 그 안에 그려진 벽화 양식으로 보아 당(唐)나라의 영향을 많이 받았음을 알 수 있다. 여기서 발견된 벽화는 회화사 연구뿐만 아니라 당시의 생활상을 알려 주는 중요한 자료가 되고 있다. 대체로 돌방무덤과 벽돌무덤은 왕족 등을 비롯한 비교적 높은 신분층이 사용한 무덤 양식이고, 돌덧널무덤은 그보다 하위의 신분층이나 관리들이 쓰던 것들이다. 일반인들은 주로 돌널무덤이나 널무덤을 썼다. 매장 방식으로는 단인장(單人葬), 부부합장(夫婦合葬), 여러 사람을 한꺼번에 묻는 다인장(多人葬), 화장(火葬), 이차장(二次葬) 등이 있다. 발해고분에서 발견된 유물 중에는 도기류가 주류를 이루며, 하남둔(河南屯) 성터 안에서 발견된 하남둔 고분군에서는 순금으로 만든 각종 장식품들이 쏟아져 나온 바 있다.